# Koblenz Huskies
Koblenz Huskies war ein American-Football-Verein aus Koblenz.

## Geschichte
Nach der Gründung des Vereins als Abteilung der Coblenzer Turngesellschaft e.V. im Jahre 1984 konnte sich der Verein in den ersten Jahren stetig verbessern. In der ersten Saison 1985 belegte das Team um US-Coach Lonnie Lee Neal den vierten Platz in der Regionalliga Mitte. In den drei folgenden Jahren belegte man obere Plätze in der Regionalliga, wurde 1989 Vizemeister und stieg durch weitere Siege in den Play-off-Spielen in die 2. Bundesliga auf. Trotz Abgang vieler amerikanischer Leistungsträger erreichte man 1990 einen vierten Platz in der 2. Bundesliga. Ein Jahr später folgte nach Weggang des Coaches und weiterer Leistungsträger der Abstieg in die Regionalliga, wo man in den nächsten Jahren verblieb. 1994 erfolgte unter dem Namen 'Rheinland Huskies' eine Fusion mit dem Footballteam Neuwied Rockets und der Sieg im Rheinland-Pfalz-Pokal. Man konnte sich – trotz einer Mannschaft von 60 Spielern und 4 Coaches – nur im Mittelfeld der neu gegründeten Oberliga platzieren und lag weit hinter dem erwarteten Ziel der Fusion zurück. Wegen des mäßigen Abschneidens und Spielermangel wurde das Team 1996 aufgelöst.

2008 erfolgte die Neugründung der Koblenzer Huskies durch den damaligen Coach Lonni Lee Neal. Aufgrund interner Differenzen, die zur Trennung von der Coblenzer Turngesellschaft führten, konnte der geplante Spielbetrieb 2009 noch nicht aufgenommen werden. In der Saison 2010 startete das Team in der Landesliga Mitte. Aufgrund einiger Spielerabgänge und des mäßigen Abschneidens in der Landesliga – man belegte sieglos den letzten Platz – startete man 2011 in der Aufbauliga Rheinlandpfalz/Saarland. Auch dort konnten keine nennenswerten Erfolge erzielt werden, so dass man sich im Jahr 2012 dazu entschloss, am Ligageschehen nicht teilzunehmen. Des Weiteren trennte man sich von Headcoach Lonnie Neal. Als neuer Headcoach für die Landesligasaison 2013 konnte Coach Mike Sholars, ehemaliger Trainer der Trier Stampers, verpflichtet werden. Sholars erzielte in seiner Laufbahn als Trainer nationale Titel in Schweden, Dänemark und Norwegen, doch der spielerische Erfolg bei den Huskies blieb aus. Während der laufenden Saison 2014 wurde der Spielbetrieb eingestellt und das Team schließlich aufgelöst.

## Platzierungen der letzten Jahre
- 2013 – 6. Landesliga Mitte
- 2010 – 6. Landesliga Mitte
- 1995 – 3. Oberliga Rheinland-Pfalz/Saar
- 1992 – 3. Regionalliga Mitte Nord
- 1990 – 4. 2. Bundesliga Mitte
- 1989 – 2. Verbandsliga RP/Saar, Aufstieg in die 2. Bundesliga
- 1988 – 1. Verbandsliga RP/Saar, verpasster Aufstieg in die 2. Bundesliga
- 1987 – 3. Regionalliga Mitte
- 1986 – 2. Regionalliga Mitte
- 1985 – 4. Regionalliga Mitte